# Talsperre Segunda Usina
Die Talsperre Segunda Usina (spanisch Dique Segunda Usina) ist eine Talsperre mit Wasserkraftwerk in der Provinz Córdoba, Argentinien. Das zugehörige Wasserkraftwerk wird als Kraftwerk Cassafousth (spanisch Central hidroléctrica Ingeniero Carlos Cassafousth) bezeichnet.
Die Talsperre staut den Río Tercero zu einem Stausee auf. Bei Vollstau erstreckt sich der Stausee über eine Fläche von rund 1,02 km².

## Kraftwerk
Das Maschinenhaus des Kraftwerks befindet sich ungefähr 800 m südöstlich der Talsperre auf der rechten Flussseite. Die installierte Leistung beträgt 17,28 MW. Die drei Francis-Turbinen leisten jeweils maximal 5,76 MW. Das Kraftwerk ging 1953 in Betrieb. Es wird durch die Empresa Provincial de Energía de Córdoba (EPEC) betrieben.